# Paříž–Roubaix
Paříž–Roubaix je jednodenní cyklistický závod, který se jezdí v severní Francii nedaleko belgických hranic. Od svého počátku v roce 1896 až do roku 1967 byl start v Paříži a cíl v Roubaix (odtud název), od roku 1968 se start posunul do města Compiègne, asi 60 km severovýchodně od centra Paříže, zatímco cíl je stále v Roubaix. Závod patří mezi pět nejprestižnějších jednodenních cyklistických závodů spolu s Milan-San Remo, Kolem Flander, Liège-Bastogne-Liège a Il Lombardia, je součástí seriálu závodů UCI. Jeho specialitou jsou dlouhé úseky silnic s povrchem z dlažebních kostek, podobně jako další dva jarní klasické závody Kolem Flander a Gent-Wevelgem. Závod bývá označovaný jako Peklo severu (protože po 1. světové válce vedla jeho trasa podél bývalých frontových linií), pekelná neděle, Queen of Classics nebo La Pascale: Velikonoční závod. Závod se jede tradičně každý rok v polovině dubna.
První ročník se pořádal v roce 1896, u příležitosti otevření nového velodromu v Roubaix, na popud podnikatele Théodora Vienna.
Paříž–Roubaix je jedním z nejstarších cyklistických závodů. Od roku 1977 dostává vítěz závodu Paříž–Roubaix cenu ve tvaru dlažební kostky. Trasa závodu vede po úzkých dlážděných silnicích mezi poli, což při deštivém počasí způsobuje množství bláta a ještě více zvyšuje obtížnost. Pro tento závod jsou vyvinuta i speciální kola odolná proti otřesům, i přesto dochází k častým pádům a mechanickým závadám na kolech. - I přes velkou slávu závodu někteří slavní cyklisté v historii považovali závod pro jeho obtížnost za nepovedený žert. V historii závodu došlo i k několika problematickým situacím a kontroverzním diskvalifikacím. V roce 1983 vznikla skupina nadšenců, Les Amis de Paris-Roubaix, kteří se starají o údržbu povrchu silnic, tak aby byla zachovaná jeho obtížnost a zároveň i bezpečnost pro jezdce.

## Seznam vítězů
| - 1896 Josef Fischer - 1897 Maurice Garin - 1898 Maurice Garin - 1899 Albert Champion - 1900 Émile Bouhours - 1901 Lucien Lesna - 1902 Lucien Lesna - 1903 Hippolyte Aucouturier - 1904 Hippolyte Aucouturier - 1905 Louis Trousselier - 1906 Henri Cornet - 1907 Georges Passerieu - 1908 Cyrille van Hauwaert - 1909 Octave Lapize - 1910 Octave Lapize - 1911 Octave Lapize - 1912 Charles Crupelandt - 1913 François Faber - 1914 Charles Crupelandt - 1915 1. světová válka - 1916 1. světová válka - 1917 1. světová válka - 1918 1. světová válka - 1919 Henri Pélissier - 1920 Paul Deman - 1921 Henri Pélissier - 1922 Albert Dejonghe - 1923 Heiri Suter - 1924 Jules van Hevel - 1925 Félix Sellier - 1926 Julien Delbecque - 1927 Georges Ronsse - 1928 André Leducq - 1929 Charles Meunier - 1930 Julien Vervaecke - 1931 Gaston Rebry - 1932 Romain Gijssels - 1933 Sylvère Maes - 1934 Gaston Rebry - 1935 Gaston Rebry - 1936 Georges Speicher - 1937 Jules Rossi - 1938 Lucien Storme - 1939 Émile Masson Jr. - 1940 2. světová válka - 1941 2. světová válka - 1942 2. světová válka | - 1943 Marcel Kint - 1944 Maurice Desimpelaere - 1945 Paul Maye - 1946 Georges Claes - 1947 Georges Claes - 1948 Rik Van Steenbergen - 1949 André Mahé Serse Coppi - 1950 Fausto Coppi - 1951 Antonio Bevilacqua - 1952 Rik Van Steenbergen - 1953 Germain Derycke - 1954 Raymond Impanis - 1955 Jean Forestier - 1956 Louison Bobet - 1957 Fred De Bruyne - 1958 Leon Vandaele - 1959 Noël Foré - 1960 Pino Cerami - 1961 Rik Van Looy - 1962 Rik Van Looy - 1963 Emile Daems - 1964 Peter Post - 1965 Rik Van Looy - 1966 Felice Gimondi - 1967 Jan Janssen - 1968 Eddy Merckx - 1969 Walter Godefroot - 1970 Eddy Merckx - 1971 Roger Rosiers - 1972 Roger De Vlaeminck - 1973 Eddy Merckx - 1974 Roger De Vlaeminck - 1975 Roger De Vlaeminck - 1976 Marc Demeyer - 1977 Roger De Vlaeminck - 1978 Francesco Moser - 1979 Francesco Moser - 1980 Francesco Moser - 1981 Bernard Hinault - 1982 Jan Raas - 1983 Hennie Kuiper - 1984 Sean Kelly - 1985 Marc Madiot - 1986 Sean Kelly - 1987 Eric Vanderaerden - 1988 Dirk Demol | - 1989 Jean-Marie Wampers - 1990 Eddy Planckaert - 1991 Marc Madiot - 1992 Gilbert Duclos-Lassalle - 1993 Gilbert Duclos-Lassalle - 1994 Andrei Tchmil - 1995 Franco Ballerini - 1996 Johan Museeuw - 1997 Frédéric Guesdon - 1998 Franco Ballerini - 1999 Andrea Tafi - 2000 Johan Museeuw - 2001 Servais Knaven - 2002 Johan Museeuw - 2003 Peter Van Petegem - 2004 Magnus Bäckstedt - 2005 Tom Boonen - 2006 Fabian Cancellara - 2007 Stuart O'Grady - 2008 Tom Boonen - 2009 Tom Boonen - 2010 Fabian Cancellara - 2011 Johan Vansummeren - 2012 Tom Boonen - 2013 Fabian Cancellara - 2014 Niki Terpstra - 2015 John Degenkolb - 2016 Mathew Hayman - 2017 Greg Van Avermaet - 2018 Peter Sagan - 2019 Philippe Gilbert - 2020 – zrušeno (pandemie covidu-19) - 2021 Sonny Colbrelli - 2022 Dylan van Baarle - 2023 Mathieu van der Poel - 2024 Mathieu van der Poel - 2025 Mathieu van der Poel |